# Bengt Stark
Bengt Carl Sune Stark, född 29 januari 1962 i Jakobsberg, är en svensk jazztrumslagare, kompositör och arrangör. Han är lektor i trumspel vid Kungliga Musikhögskolan i Stockholm.
Bengt Stark studerade klassiskt slagverk vid Ingesunds musikhögskola mellan 1981 och 1985, och sedan 1990 undervisar han i jazztrumspel på Kungliga Musikhögskolan i Stockholm.
Han har spelat med de flesta svenska jazzmusiker såsom Bernt Rosengren, Putte Wickman, Monica Zetterlund, Alice Babs, Rolf Ericson, Nils Lindberg, Jan Allan och Arne Domnérus.
Bland utländska artister han spelat med ingår bland annat Thad Jones, Barney Kessel, Tim Hagans, Clark Terry, Benny Bailey, Bobby Shew, Kenny Drew, Horace Parlan, Doug Raney, Red Mitchell, Kenny Wheeler, Flip Philips, Dick Oatts, Billy Hart, Dave Liebman, Joe Lovano, Roland Hanna, Bob Brookmeyer, Jim McNeely, Rufus Reid med flera.
2006 skrev och arrangerade Bengt Stark en svit för Norrbotten Big Band, med tenorsaxofonisten Bernt Rosengren som solist. 2009 fick han Föreningen Jazz i Alingsås trumslagarpris.

## Diskografi (i urval)
- 1991 – Summit Meeting: Full of Life (Gyllene skivan 1991)
- 1993 – Summit Meeting: Bent's Jump
- 1995 – Krister Andersson: Concord & Time
- 1996 – Max Schultz: Blues Up!
- 1996 – Agneta Baumann: A Time for Love
- 1997 – Rune Carlsson: Seven Footprints to Heaven
- 1998 – Bertil Lövgren: 4-5-6
- 1998 – Göran Strandberg Trio: Gentle Stream
- 2000 – Monica Zetterlund: Bill Remembered. A Tribute to Bill Evans
- 2001 – Johan Hörlén: Chills
- 2001 – Nils Lindberg & Alice Babs: Don't Be Blue
- 2002 – Mikael Råberg: Suite Extended
- 2003 – Håkan Broström: Do You Remember?
- 2006 – Håkan Broström: New Places
- 2008 – Nils Lindberg & Margareta Bengtson: As We Are
- 2009 – Bernt Rosengren: I'm Flying (Gyllene skivan 2009)